# HP 스펙터

로고

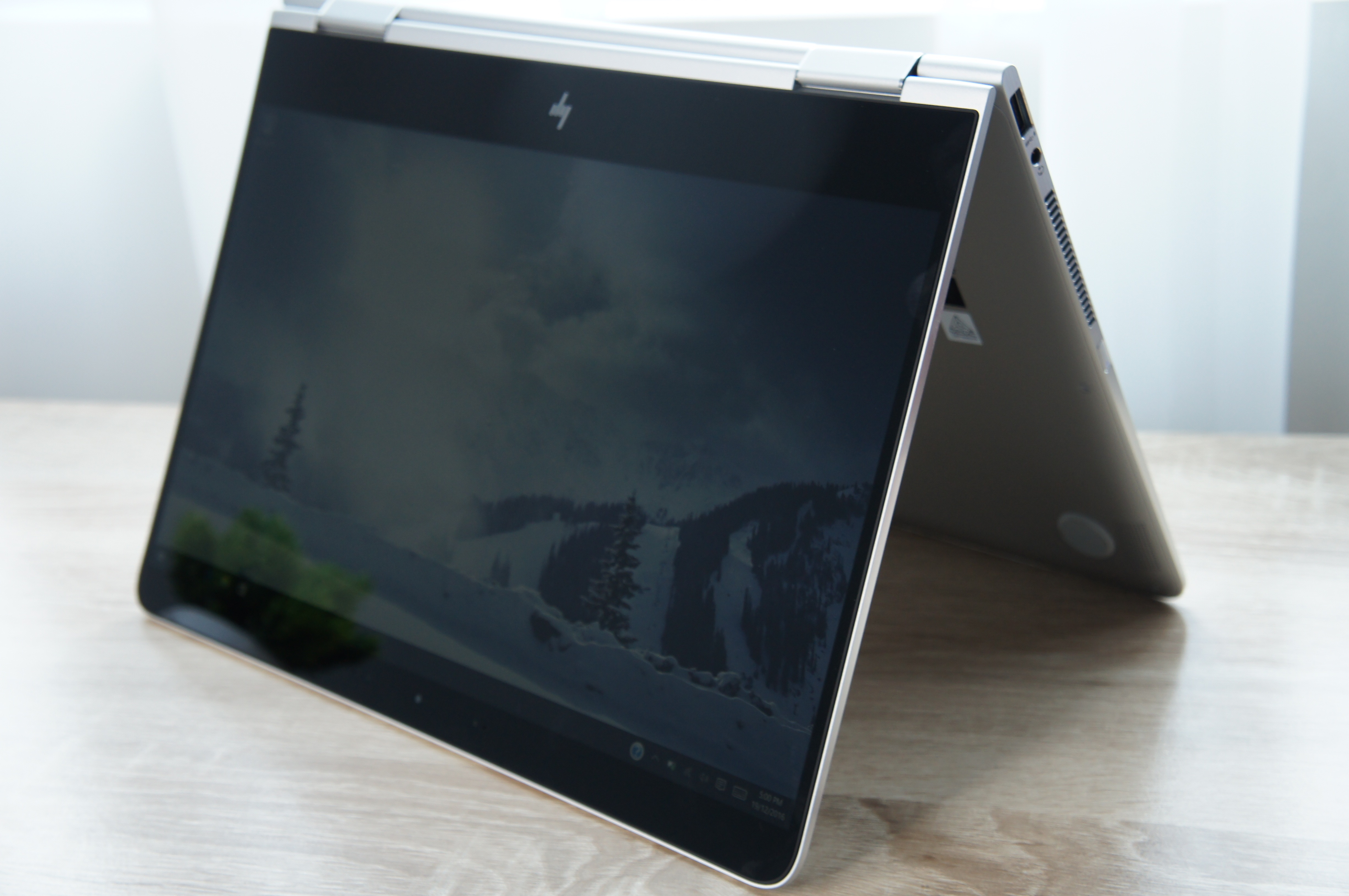
Spectre x360 (2016)

HP 스펙터(HP Spectre)는 HP(구 휴렛 팩커드)의 프리미엄 휴대용 컴퓨터 제품군이다. 이는 소비자를 위한 HP의 주력 제품 라인이다. 델 XPS, 젠북, 맥북 에어 및 레노버 요가와 같은 제품과 경쟁한다.
2024년 5월 HP는 브랜드 간소화의 일환으로 Spectre라는 이름을 폐기할 것이라고 발표했다. 새로운 소비자 컴퓨터는 옴니북(OmniBook), 옴니스튜디오(OmniStudio) 및 옴니데스크(OmniDesk) 브랜딩과 함께 "Omni" 브랜드로 출시된다. 이러한 변화는 같은 해 컴팩과의 합병의 일환으로 2002년에 단종된 옴니북 브랜드가 HP로 복귀했음을 의미한다.